# Vartov

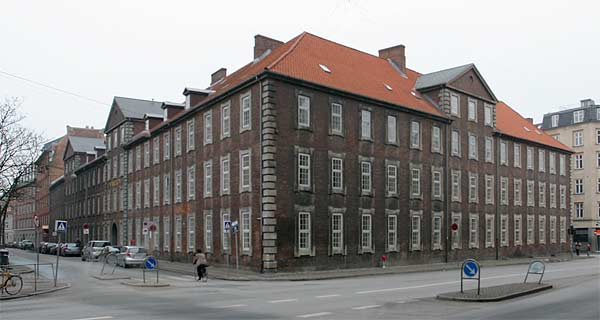
Nuvarande Vartov, 2006.

Vartov är en byggnad på Farvergade i centrala Köpenhamn. Den ägs av Grundtvigsk Forum (tidigare benämnt Kirkeligt Samfund), och delar av den hyrs ut till Köpenhamns kommunförvaltning. Det har tidigare inhyst ett hospital, vilket närmast var ett slags ålderdomshem. Vid detta verkade Grundtvig som präst från 1839 till sin död 1872.

## Historia

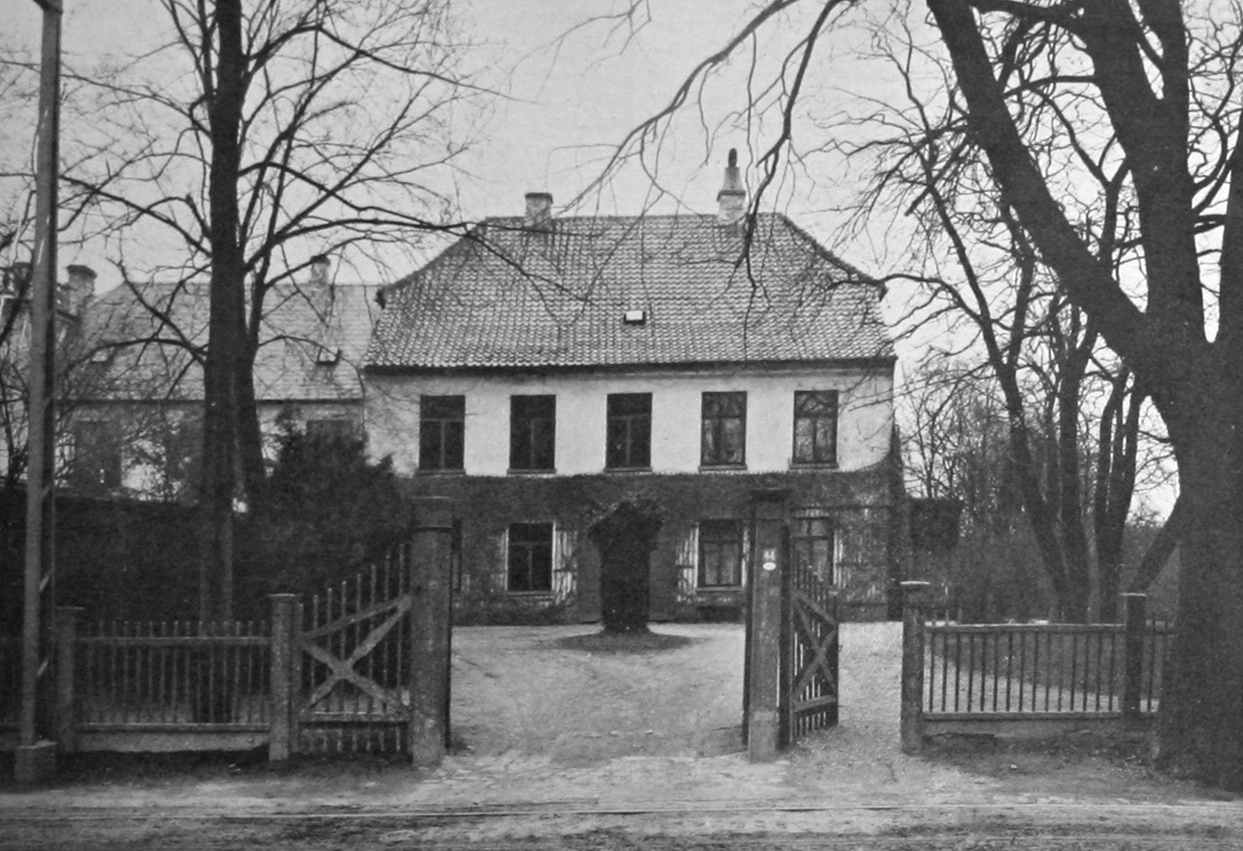
Gammel Vartov, 1915.

Det ursprungliga Vartov låg vid Öresundskusten norr om Köpenhamn. Platsen nämndes första gången år 1586 i ett brev från kung Frederik II som använde området till jakt. Namnet Vartov tros komma från det lågtyska jaktropet "Ware-to" som betyder Se upp!.
År 1607 omvandlades Vartov till hospital (ålderdomshem), men eftersom det ansågs ligga för långt från Köpenhamn flyttade hospitalet år 1630 och byggnaden blev bostad för tiggare. Den byggdes om flera gånger under olika ägare och revs först på 1960-talet för att ge plats till bryggeriet Tuborgs administrationsbyggnad.

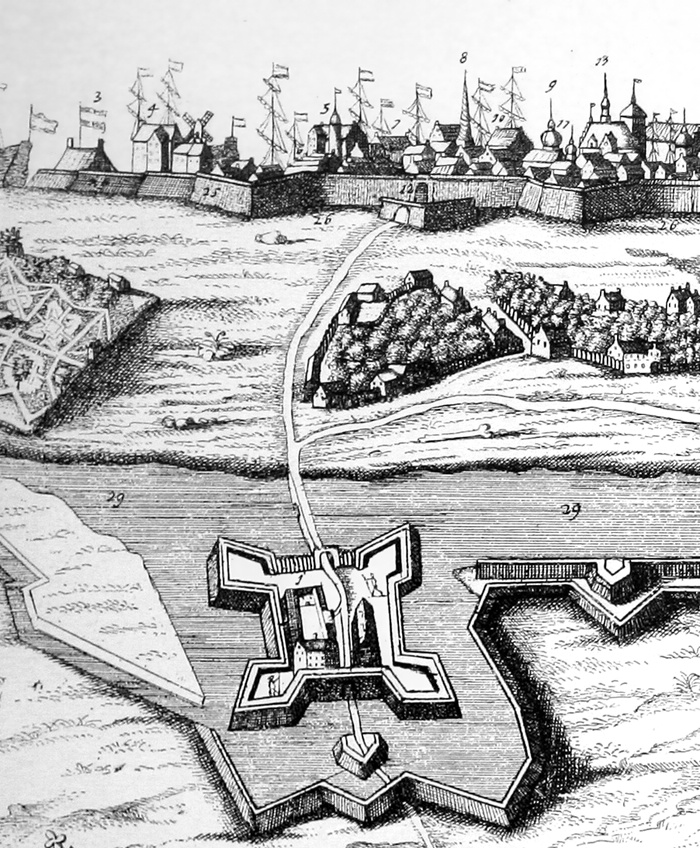
Ny Vartov i Köpenhamn 1658. Del av Resens Danmarksatlas.

När hospitalet flyttade år 1630 följde namnet med och Ny Vartov byggdes ihop med en del av Köpenhamns befästning som  fick namnet Vartov Skans. Den 13 augusti 1658, under belägringen av Köpenhamn, besköts Vartov Skans och hospitalet och förstördes delvis. De gamla flyttades in till staden och Ny Vartov revs i november samma år.

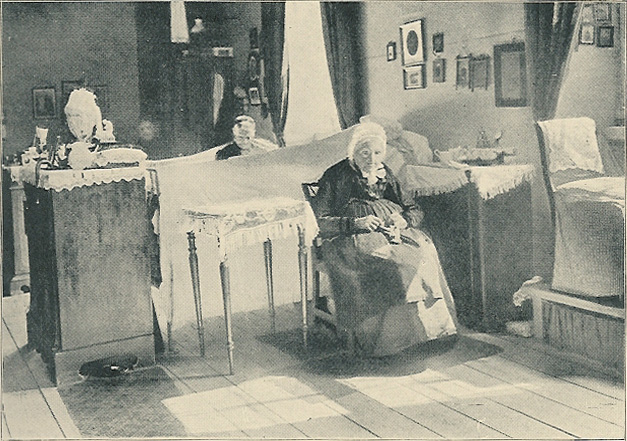
Interiör från Vartov, ca 1900.

Nuvarande Vartov började byggas år 1722 och utvidgades på 1850-talet och 1930. Hospitalet lades ned år 1934.